# Голубева, Елизавета Сергеевна
Елизаве́та Серге́евна Го́лубева (урождённая Казелина; род. 19 сентября 1996, Кирово-Чепецк, Кировская область) — казахстанская конькобежка, шестикратная бронзовая призёрка чемпионатов мира (в командной гонке (2016, 2019 и 2021); в масс-старте (2019); на дистанциях 1000 (2021) и 1500 метров (2020)), чемпионка Европы 2018 года в командном спринте, чемпионка мира среди юниоров в многоборье (2016). Выступает за клубы СДЮСШОР «Комета» (Коломна) и УОР (Бронницы).
Заслуженный мастер спорта России (2020), мастер спорта России международного класса (2015).

## Биография
Елизавета родилась в спортивной семье Ольги и Сергея Казелиных, тренеров по конькобежному спорту. Изначально она посещала секцию по плаванию, но с 6 лет начала кататься на коньках и записалась в спортшколу олимпийского резерва (СДЮСШОР) «Олимпия» в Кирово-Чепецке. Семья переехала в Коломну в 2010 году, когда Елизавете исполнилось 14 лет и отдали в СДЮСШОР «Комета» Личные тренеры — её родители Ольга Казелина и Сергей Казелин.
Елизавета стала участвовать в юниорских чемпионатах России ещё в 2009 году, а в 2011 и 2012 годах она выиграла молодёжный чемпионат в многоборье. В 2012 году вместе с братом Михаилом принимала участие в первых юношеских зимних Олимпийских играх в Инсбруке, где заняла 4-е места в масс-старте и на дистанции 3000 м. Через год дебютировала на чемпионате мира среди юниоров в Коллальбо и в командной гонке заняла 4-е место.
В 2014 и 2015 годах завоевала шесть бронзовых медалей, из них две в многоборье на юниорском чемпионате мира, а также получила звание Мастера спорта России. В 2016 году выиграла пять золотых наград, в том числе и в многоборье. Тогда же на чемпионате России впервые заняла 3-е место в забеге на 1000 м и дебютировала на домашнем чемпионате мира в Коломне, где заняла 3-е место в командной гонке преследования.
На первом этапе Кубка мира сезона 2017/18, проходившем в Херенвене (Нидерланды), в составе команды (с Ангелиной Голиковой и Ольгой Фаткулиной 12 ноября 2017 года установила мировой рекорд в командном спринте — 1.26,62. на третьем этапе в Калгари команда пробежала с новым рекордом мира 1.24,84. В январе 2018 года завоевала золотую медаль в командном спринте на чемпионате Европы в Коломне.
В сезоне 2018/19 Елизавета победила на чемпионате России в масс-старте и на чемпионате мира в Инцелле выиграла две бронзовые медали в масс-старте и в командной гонке. В следующем году на чемпионате Европы в Херенвене заняла 2-е место в командной гонке, следом на чемпионате мира в Солт-Лейк-Сити завоевала «бронзу» в забеге на 1500 м.
В сезоне 2020/21 она победила в масс-старте на чемпионате России, заняла 7-е место в многоборье на чемпионате Европы, на чемпионате мира в Херенвене взяла две «бронзы» на дистанции 1000 м и в командной гонке. В январе 2022 года на чемпионате Европы в Херенвене Лиза завоевала бронзовые медали в масс-старте и в командной гонке.
В 2022 году впервые выступила на Олимпийских играх в Пекине, на дистанции 1500 м заняла 7-е место, показав лучшее время среди российских спортсменок. В командной гонке заняла 4-е место, а в масс-старте упала и заняла 15-е место. В сезоне 2022/23 Елизавета вновь стала первой на чемпионате России в масс-старте, заняла 2-е место в командной гонке и 3-е в забегах на 1000 и 3000 м.

## Личная жизнь и семья
Елизавета Голубева 20 марта 2020 года вышла замуж за конькобежца Кирилла Голубева (р. 1993; чемпион зимней Универсиады 2017) и сменила фамилию. Брат — конькобежец Михаил Казелин (Елизавета и Михаил — двойняшки).. Елизавета окончила Смоленский государственный университет спорта в области тренерской работы.
| Год  | ЧЕ многоборье         | ЧЕ отдельные дистанции                               | ЧМ многоборье          | ЧM на отдельных дистанциях                            | Олимпийские игры | Кубок мира                                                                  | Чемпионат мира среди юниоров          |
| ---- | --------------------- | ---------------------------------------------------- | ---------------------- | ----------------------------------------------------- | ---------------- | --------------------------------------------------------------------------- | ------------------------------------- |
| 2013 |                       |                                                      |                        |                                                       |                  |                                                                             | 6e 500 м 6e 3000 м 4e командная гонка |
| 2014 |                       |                                                      |                        |                                                       |                  |                                                                             | · (5е, , 5e, )                        |
| 2015 |                       |                                                      |                        |                                                       |                  |                                                                             | · (6e, 5e, , 4е) · 12e масс-старт     |
| 2016 | NC9 · (5e, 9e, 9e, )  |                                                      |                        | 22е 1000 м · 19е 1500 м · командная гонка             |                  | 38е 1000 м 18е 1500 м 15е 3000/5000 м                                       | · (, )                                |
| 2017 |                       |                                                      |                        |                                                       |                  | 36e 1000 м 32e 1500 м 44e 3000/5000 м                                       |                                       |
| 2018 |                       | командный спринт                                     |                        |                                                       |                  | 37e 500 м 36e 1000 м 25e 1500 м                                             |                                       |
| 2019 | NC9 · (, 12e, 4e, NS) |                                                      | NC16 (7е, 21e, 17e, -) | 9е 1500 м · командная гонка · масс-старт              |                  | 12e 1500 м · 31е 3000/5000 м · 13е масс-старт · командная гонка             |                                       |
| 2020 |                       | 6е 1500 м · командная гонка · 4е масс-старт          | NC10 · (, 14e, 9e, -)  | 1500 м · 4е командная гонка                           |                  | 25е 1000 м · 6e 1500 м · 33е 3000/5000 м · 17е масс-старт · командная гонка |                                       |
| 2021 | 7e · (, 8e, 5e, 7e)   |                                                      |                        | 1000 м · 7e 1500 м · 15e масс-старт · командная гонка |                  | 6e 1000 м · 6e 1500 м · масс-старт                                          |                                       |
| 2022 |                       | 5е 1000 м · 7e 1500 м · масс-старт · командная гонка |                        |                                                       | 7e 1500 м        |                                                                             |                                       |

* NC — не отобралась на заключительную дистанцию.